# 3世紀の危機
3世紀の危機（さんせいきのきき）は、3世紀にローマ帝国を襲った大規模な動乱、およびその期間のこと。この時期の内外を問わぬ様々な要因により、帝国は存亡の機に立たされた。

## 概要
セウェルス朝の終焉から軍人皇帝時代、そしてディオクレティアヌス帝の即位までのおよそ50年間（235年 - 284年）の混迷の時代に起こった一連の動乱を指す。
この時代には無数の皇帝が乱立して帝国の権威が失墜し、ゲルマン民族やサーサーン朝ペルシアなどの異民族による国境侵犯も頻発し、国土は分裂または失われるなど、ローマ世界は未曾有の混乱に揺さぶられ続けた。

## 前史

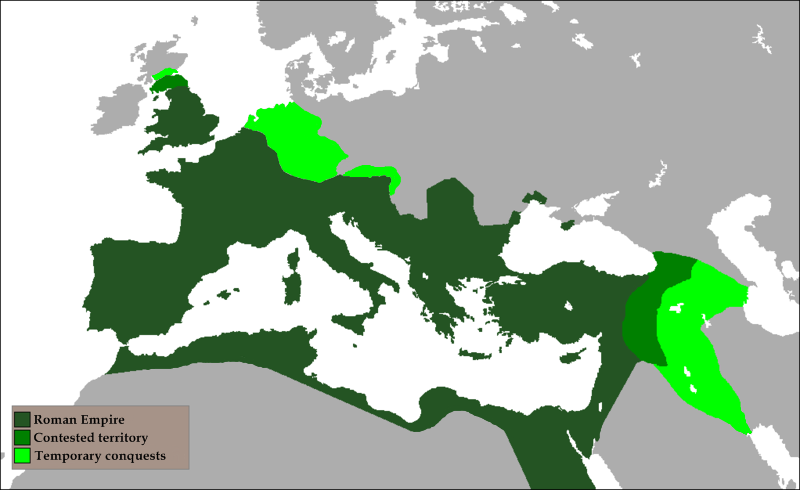
ローマ帝国の最大版図（117年頃）ローマ帝国領(深緑)、係争地(緑)、一時的な征服地(黄緑)

2世紀のネルウァ＝アントニヌス朝によってローマ帝国は最盛期を迎え（いわゆる「五賢帝時代」）、空前の繁栄を謳歌した。
しかし、その後期より国力の弱体化が始まり、最後の皇帝コンモドゥスの悪政により王朝は崩壊し、ローマ内戦を経てセウェルス朝が誕生することとなる。

## 皇帝の乱立

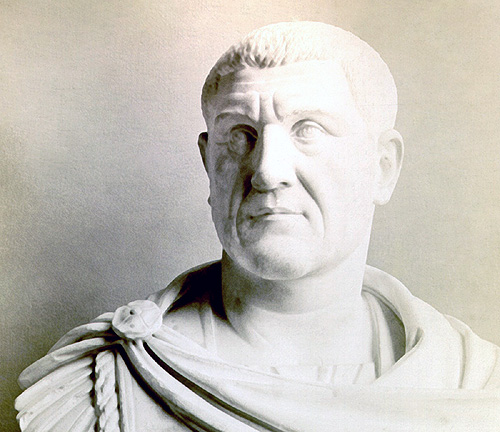
最初の軍人皇帝マクシミヌス・トラクス

### 軍人皇帝時代
235年にセウェルス朝が軍のクーデターによって崩壊すると、帝国は後世で「軍人皇帝時代」と呼ばれる大混乱期に突入する。
この時代には、軍の推挙を受けた無数の軍人皇帝が乱立し、後に元老院の承認を受けた正式な皇帝だけでも21人、僭称も含めれば実に40人を超える皇帝が即位した。

### 混乱の原因
こうした事態を招いた原因としては、皇帝の選出について明確なルールが存在しなかったことによるところが大きい。
元々ローマでは、共和政の時代より国家元首が軍隊の最高司令官を兼ねる体制をとっていた。しかし共和政時代の執政官は限られた任期が定められていたものの帝政における皇帝は終身であり、たとえ軍司令官として無能を晒しても容易に更迭するわけにはいかず、愚帝を排除するには暗殺・叛乱・クーデターなどといった強硬手段に訴える以外に方法がなかった。
さらに、セウェルス朝が成立当初から軍事政権的な性格が強かったこと、異民族の侵入が激しさを増していたことも重なり、これらの理由から軍が皇帝の選出に力を持つこととなり、従来は皇帝選出の主体であった元老院も軍が推戴した皇帝を後追認するしかなくなった。
ゆえに、軍事力を背景にすれば実力で皇帝になれることから、元老院の認可のない僭称皇帝も群がるように現れ、各地で権力争いの小競り合いが頻発して帝位は安定せず、わずか一年すら政権を維持できない短命の皇帝も多く出た。

### エデッサの戦い
乱立によって皇帝の権威には大きく傷がつき、挙句に260年にウァレリアヌス帝がエデッサの戦いでペルシアの捕虜となるに及んでいよいよ地に落ちることとなる。

## 異民族の脅威

### ゲルマン民族の侵入

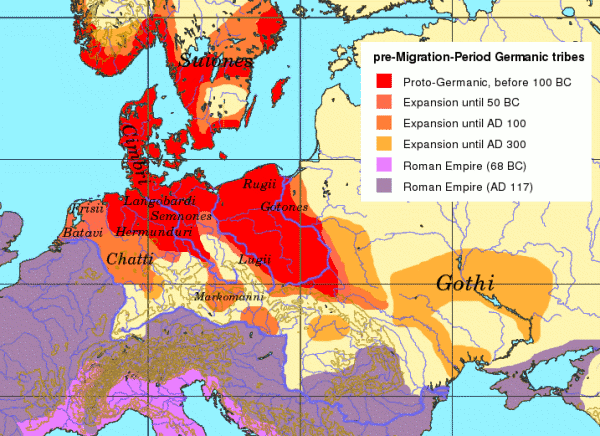
ゲルマン人の勢力圏の変遷とローマ帝国

帝政以前より、北方のゲルマン民族の存在は国土防衛における大きな難題であった。しかし2世紀後半からの人口の増大・気候の寒冷化による居住環境の悪化・食料の欠乏などの要因により国境侵犯が激増し、3世紀に入るとかつてないほどの大規模な侵入が始まることとなる。雪崩をうつようなゲルマン人の侵入は、ガリア・イリリクム・ダキア・トラキアなどといった北方国境のほぼ全域に渡って起こり、その防衛線はあまりにも長大な範囲に及ぶため、最強の名をほしいままにしたさしものローマ軍団でも到底対応ができず、国境線を破った蛮族が帝国各地を荒らし回った。
ローマ側も手をこまねいて見ていたわけではなく、たびたび皇帝も前線に立ったもののあまりに膨大な数の敵に苦戦し、251年のアブリットゥスの戦いではゴート族の罠にかかったデキウス帝と共同皇帝のヘレンニウス・エトルスクス帝が共に戦死するという屈辱的な敗北を喫した。さらに件のエデッサの戦いで皇帝がペルシアの捕虜となると国境侵犯は一層激しさを増し、防衛の要であったリメスを捨てることまで余儀なくされた。ゴート族やアラマンニ族は一時はアルプスを超えて北部イタリアにまで迫り、また黒海経由で海に出たゴート族は小アジアやギリシアの都市も襲撃し、従来蛮族の侵入とは無縁と思われていたこれらの都市も甚大な被害を被った。
しかし押される一方だったローマ軍も主戦力をゲルマン風に騎兵に改めるなど軍の構造改革を押し進め、268年（または269年）のナイススの戦いの大勝を機に戦勝を続けて軍事的優位を取り戻し、以後はゲルマン人の侵入もひとまずは退潮傾向となる。

### サーサーン朝ペルシアの侵寇

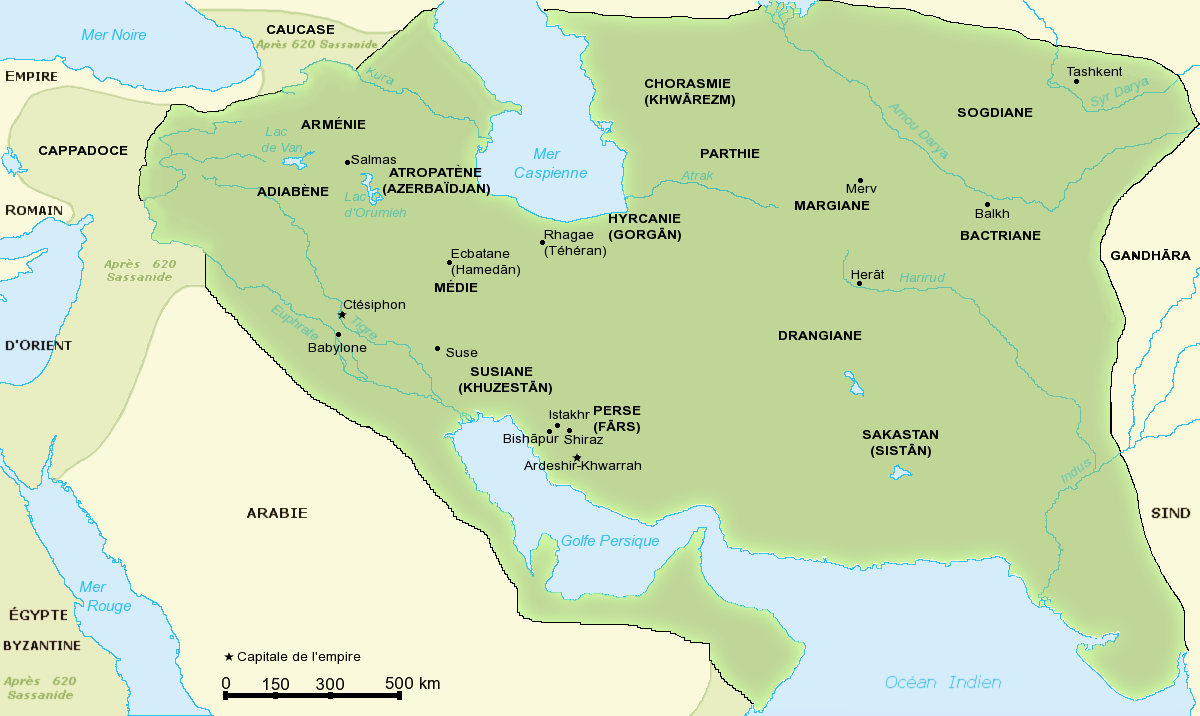
サーサーン朝ペルシア

さらにサーサーン朝ペルシアの存在も無視できなかった。北方におけるゲルマン民族と同様、東方のパルティアも国境をたびたび脅かす頭痛の種であったが、新たにサーサーン朝を興したアルダシール1世は224年にパルティアを滅ぼすと、かつてのアケメネス朝の復興を標榜して小アジアからのローマ人の退去を求めて抗争の端を開くこととなる。
アルダシールは241年に世を去るものの、息子のシャープール1世がその跡を継ぐとペルシアは再び攻勢に乗り出した。ローマ側も皇帝がしばしばメソポタミア地方に親征してこれを迎え撃つものの芳しい戦果は得られず、244年のミシケの戦いではゴルディアヌス帝が戦死し、既述の通り260年のエデッサの戦いでは皇帝自身が捕虜になるなど失態も呈した。253年にローマとペルシアの間の一種の緩衝地帯であったアルメニアをその配下に収めると、ペルシア軍はローマの東方国境を脅かし始める。

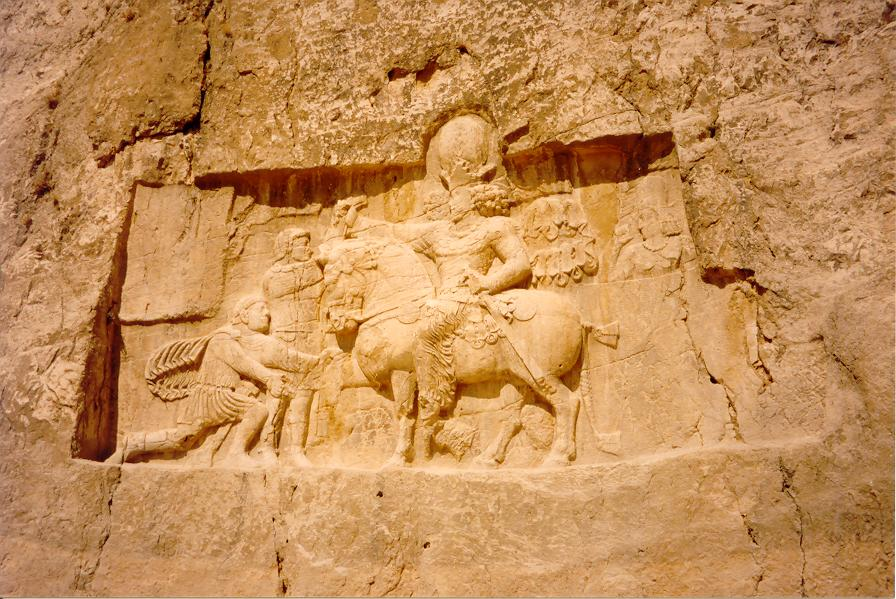
捕虜となってシャープール1世に跪くウァレリアヌス帝（ナクシュ・イ・ルスタムの磨崖像）

大勝の連続に勢いを得たシャープールは本格的にローマ領への進撃を図るものの、しかし261年にパルミラを中心とした東方属州一帯を治める総督セプティミウス・オダエナトゥスの軍勢に大敗する。この戦勝によりペルシアの侵寇は一端押し留められることになるものの、このことは後述するパルミラ地方の分離独立の契機となった。

## 領土の分裂

三分された帝国（緑がガリア帝国　黄色がパルミラ王国）

### 皇帝の乱立
260年のエデッサの戦いでの無残な敗北は、帝国の弱体化を満天下に知らしめることとなった。皇帝が捕囚となる前代未聞の報は、たちまち帝国中を駆け巡り、後世で「三十人僭帝」と呼ばれる無数の僭称皇帝を乱立させた。

### 国土の分裂
皇帝の乱立は内部対立にとどまらず、国土の分裂をももたらした。
260年には西方の属州総督だったポストゥムスが皇帝号を僭称し、ガリアに事実上の独立国家「ガリア帝国」が成立した。
また、東方においてもペルシアの侵攻を食い止めた属州総督のオダエナトゥスが死に、夫人であるゼノビアが267年に息子のウァバッラトゥスを擁立して帝位を僭称させ、「パルミラ帝国」が誕生した。
これによりローマ世界は、本来のローマ帝国とガリア帝国とパルミラ帝国に三分されたことになる。

### アウレリアヌスによる再統一

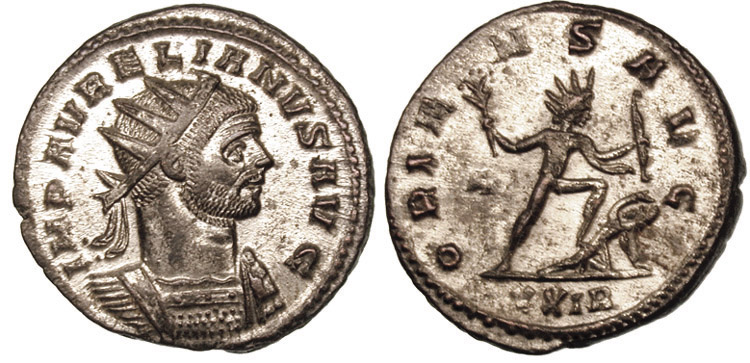
アウレリアヌスによってパルミラの再統合が実現したことを記念するアントニニアヌス硬貨

この分裂状態は274年にアウレリアヌス帝が再統一に成功するまで続いた。
アウレリアヌスは上述のゲルマン民族との戦いでも多大な戦功を上げた有能な皇帝であり、ついには帝国の再統一も成し遂げ、これらの功績により元老院から「Restitutor Orbis」（世界の修復者）の称号を得た。

### ダキア放棄
その一方で、アウレリアヌスは国防を合理化するためにドナウ川以北にあって防衛が困難なダキア属州を棄てることを決断し、271年の放棄を最後として、ダキアが再び帝国領に復帰することはなかった。

### アウレリアヌス城壁
また、首都防衛強化のためにユリウス・カエサルの時代に防衛上不必要として取り払われたローマ市を取り囲む城壁の再建を構想し、アウレリアヌス城壁の建設を指示した。

### 暗殺
高い軍事的能力で帝国の再建に大いに貢献したアウレリアヌスであったが、再統一の翌年の275年に暗殺されてしまい、混乱の収拾はかなわなかった。

## 終息

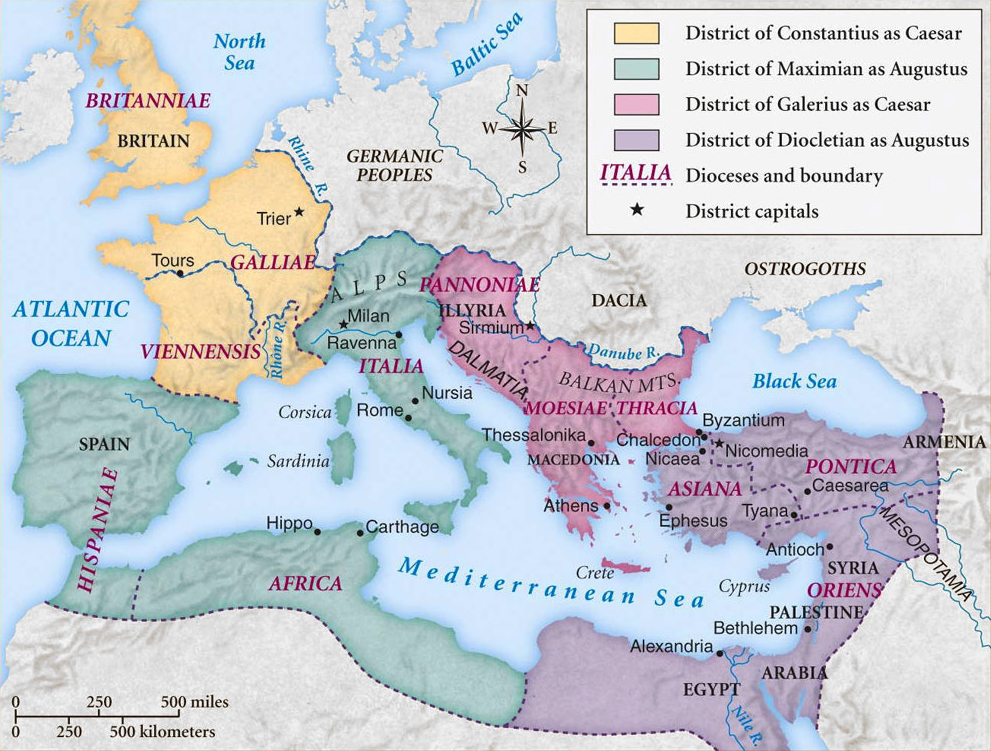
テトラルキア制下のローマ帝国

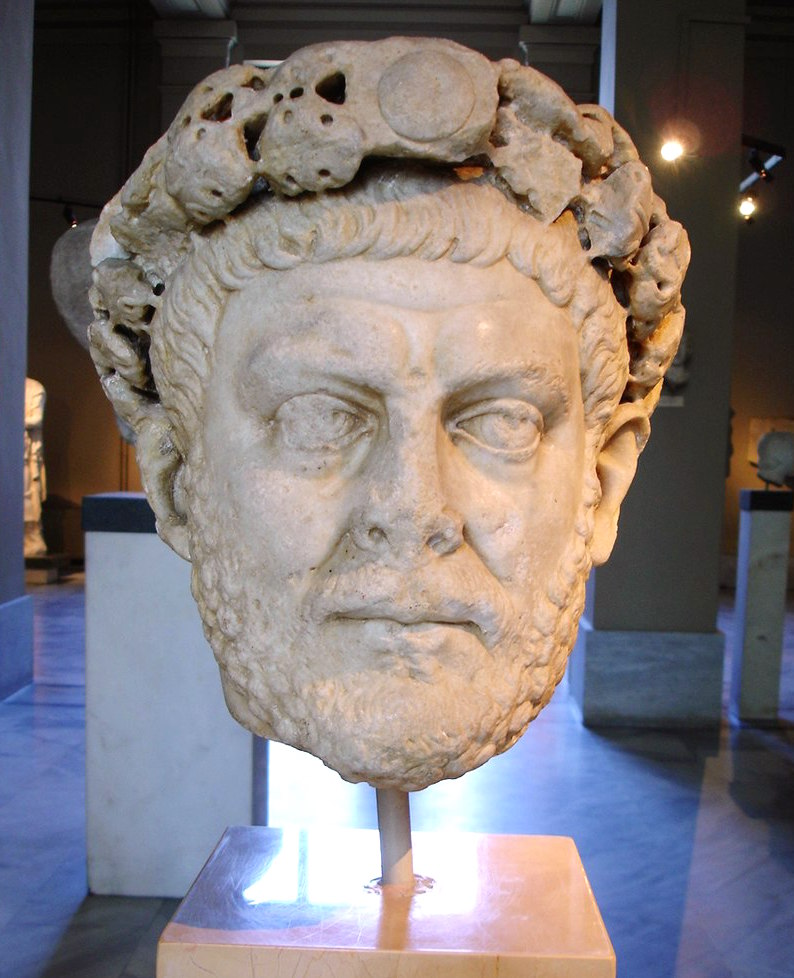
ディオクレティアヌス

### 混乱の終息
284年に近衛部隊長官を務めていたディオクレティアヌスが軍の推戴を受け皇帝に即位したことで、帝国の混乱は一応の終息を迎える。
帝位に即くや、ディオクレティアヌスは卓抜した政治力を振るって帝国の体制改革に乗り出した。

### ドミナートゥス
ディオクレティアヌスは帝権を強化するためにローマ皇帝をオリエントのような専制君主に変え、帝国の政体をそれまでの「プリンキパトゥス制」（元首制）から「ドミナートゥス制」（専制君主制）へと改変させた。
初代皇帝アウグストゥス以来、ローマ皇帝は実質的には大きな権力を有しながらも、名目的にはあくまで共和政を遵守する市民の代表者として振舞ってきたが、以後は名目的にも実質的にも帝国の君主として君臨することとなる。

### テトラルキア
また、ディオクレティアヌスは帝国の広大な領土を分割して統治することを考え、まず腹心のマクシミアヌスを共同皇帝に即位させて領土を東西に二分して西方を統治させ、さらに東西それぞれの皇帝の下に副帝を一名ずつ据え、二人の正帝（アウグストゥス）と二人の副帝（カエサル）の計四人の皇帝による分割統治体制を確立させた。
複数の皇帝による統治体制は、帝国のどの地域で出来する変事に対しても迅速な対応を可能にし、混乱の終息に大いに寄与した。
この体制は「テトラルキア」（四分統治制）と呼ばれて305年のディオクレティアヌス退位後も存続し、324年にコンスタンティヌス1世が単独の皇帝として即位するまで続くこととなる。